# Loulans-Verchamp
Loulans-Verchamp település Franciaországban, Haute-Saône megyében. Lakosainak száma 457 fő (2022. január 1.). Loulans-Verchamp Roche-sur-Linotte-et-Sorans-les-Cordiers, Cenans, Flagey-Rigney, Germondans, Beaumotte-Aubertans, Larians-et-Munans, Maussans, Montbozon, Ormenans és Villers-Pater községekkel határos.

## Népesség
A település népességének változása:
| Lakosok száma | 486  | 460  | 469  | 453  | 453  | 453  | 453  | 459  | 457  |
|               | 2013 | 2015 | 2016 | 2017 | 2018 | 2019 | 2020 | 2021 | 2022 |